# Теория представлений группы Галилея
Теория представлений группы Галилея — в нерелятивистской квантовой механике раскрывает глубокую роль массы и спина в свойствах группы симметрий пространства-времени. В релятивистской механике аналогичную роль играет классификация Вигнера.

## Определение
В четырёхмерном пространстве-времени 3 + 1 (и, при очевидном обобщении, в пространстве-времени произвольной размерности n + 1) представление группы Галилея является представлением подгруппы аффинной группы (на пространстве-времени t, x, y, z), линейная часть которой оставляет инвариантной как метрику {\displaystyle g_{\mu \nu }=diag(1,0,0,0)} (инвариантность временных интервалов относительно преобразований Галилея) так и (независимо) дуальную метрику {\displaystyle g_{\mu \nu }=diag(0,1,1,1)}
(инвариантность пространственных интервалов относительно преобразований Галилея).

## Проективные представления
В этой статье рассматриваются проективные представления этой группы, которые эквивалентны унитарным представлениям нетривиального центрального расширения
универсальной покрывающей группы группы Галилея одномерной группой Ли R (см. статью
Галилеева группа для центрального расширения ее алгебры Ли). Для их изучения используется метод индуцированных представлений.
Здесь рассматривается (центрально расширенная, Баргман) алгебра Ли, потому что ее проще анализировать, и мы всегда можем распространить результаты на полную группу Ли при помощи теоремы Фробениуса.
{\displaystyle [E,P_{i}]=0}
{\displaystyle [P_{i},P_{j}]=0}
{\displaystyle [L_{ij},E]=0}
{\displaystyle [C_{i},C_{j}]=0}
{\displaystyle [L_{ij},L_{kl}]=i\hbar [\delta _{ik}L_{jl}-\delta _{il}L_{jk}-\delta _{jk}L_{il}+\delta _{jl}L_{ik}]}
{\displaystyle [L_{ij},P_{k}]=i\hbar [\delta _{ik}P_{j}-\delta _{jk}P_{i}]}
{\displaystyle [L_{ij},C_{k}]=i\hbar [\delta _{ik}C_{j}-\delta _{jk}C_{i}]}
{\displaystyle [C_{i},E]=i\hbar P_{i}}
{\displaystyle [C_{i},P_{j}]=i\hbar M\delta _{ij}~.}
Здесь: E — генератор временных перемещений (гамильтониан), Pi — это генератор перемещений (оператор импульса), Ci — генератор галилеевых бустов, а Lij — генератор вращений (оператор углового момента).
Центральный заряд M является инвариантом Казимира.
Инвариант массовой поверхности
{\displaystyle ME-{P^{2} \over 2}}
является дополнительным инвариантом Казимира.
В случае четырёхмерного пространства-времени 3 + 1 третьим
инвариантом Казимира является W2, где
{\displaystyle {\vec {W}}\equiv M{\vec {L}}+{\vec {P}}\times {\vec {C}}~,}
до некоторой степени аналогичный псевдовектору 
Паули–Любанского релятивистской механики.
В более общем случае n-мерного пространства-времени n + 1 инварианты будут зависеть от
{\displaystyle W_{ij}=ML_{ij}+P_{i}C_{j}-P_{j}C_{i}}
и
{\displaystyle W_{ijk}=P_{i}L_{jk}+P_{j}L_{ki}+P_{k}L_{ij}~,}
а также от вышеуказанного инварианта массовой оболочки и центрального заряда.
Используя лемму Шура, в неприводимом унитарном представлении, можно показать, что все эти инварианты Казимира тождественно кратны. Назовем коэффициенты кратности m и mE0 и (в случае четырёхмерного пространства-времени 3 + 1) w, соответственно. Вспоминая, что мы рассматриваем здесь унитарные представления, мы видим, что эти собственные значения должны быть вещественными числами.

## Классификация по массе
Рассмотрим случаи m > 0, m = 0 и m < 0 (последний случай похож на первый). В случае четырёхмерного пространства-времени 3 + 1 когда инвариант в m > 0, для третьего инварианта мы можем написать, w = ms, где s представляет собой спин или внутренний угловой импульс. В более общем случае n-мерного пространства-времени n + 1 генераторы L и C будут связаны, соответственно,
с общим моментом импульса и моментом центра масс, как
{\displaystyle W_{ij}=MS_{ij}}
{\displaystyle L_{ij}=S_{ij}+X_{i}P_{j}-X_{j}P_{i}}
{\displaystyle C_{i}=MX_{i}-P_{i}t~.}
С чисто теоретической точки зрения нужно было бы изучить все представления; но в этой статье нас интересуют только приложения к
квантовой механике. Там E представляет энергию, которая должна быть ограничена снизу из соображений термодинамической стабильности. Рассмотрим сначала случай, когда m не равно нулю.
В пространстве (E, {\displaystyle {\vec {P}}}) рассмотрим гиперповерхность, задаваемую уравнением
{\displaystyle mE=mE_{0}+{P^{2} \over 2}~,}
мы видим, что галилеевы бусты действуют транзитивно на этой гиперповерхности. Фактически, рассматривая энергию E как гамильтониан, дифференцируя по P и применяя уравнения Гамильтона, мы получаем соотношение
между массой и скоростью {\displaystyle m{\vec {v}}={\vec {P}}}.
Гиперповерхность параметризуется этой скоростью In {\displaystyle {\vec {v}}}. Рассмотрим стабилизатор точки на орбите (E0, 0), где скорость равна 0. Из-за транзитивности мы знаем, что унитарное неприводимое представление содержит нетривиальное линейное подпространство с этими собственными значениями энергии-импульса. (Это подпространство
существует только во вложенном гильбертовом пространстве, потому что спектр импульса непрерывен.)
Подпространство охватывает E, {\displaystyle {\vec {P}}}, M и Lij. Мы уже знаем, как подпространство неприводимых представлений преобразуется при всех операторах, кроме углового момента. Обратите внимание, что подгруппа вращения — это Spin(3). Мы должны рассматривать её двойную накрывающую группу, потому что мы рассматриваем проективные представления. Она называется малой группой, по имени, данному Юджином Вигнером. Его метод индуцированных представлений указывает, что неприводимое представление задается прямой суммой всех волокон в векторном расслоении над гиперповерхностью mE = mE0 + P2/2 волокна которой представляют собой унитарное неприводимое представление Spin(3).
Spin(3) — это не что иное, как SU(2). (См. теорию представлений SU(2), где показано, что унитарные неприводимые представления SU(2) различаются неотрицательным рациональным числом s, кратным половине. По историческим причинам это число было названо спином.)
- Следовательно, для {\displaystyle m\neq 0} унитарные неприводимые представления классифицируются по массе m, энергии E0 и спину s.
- Если масса m отрицательна, то спектр энергий E не ограничен снизу. Следовательно, только случай с положительной массой является допустимым по физическим соображениям.
- Теперь рассмотрим случай, m = 0. Вследствие унитарности, выражение :{\displaystyle mE-{P^{2} \over 2}={-P^{2} \over 2}} является неположительным. Предположим, что оно равна нулю. Здесь это также бусты, а также ротации, которые составляют малую группу. Любое унитарное неприводимое представление этой малой группы также порождает проективное неприводимое представление галилеевой группы. По-видимому, только случай тривиального преобразования в рамках малой группы имеет физическую интерпретацию — он соответствует состоянию без частиц, вакууму.

Случай, когда инвариант отрицателен, требует дополнительного комментария. Это соответствует классу представления для m = 0 и ненулевого {\displaystyle {\vec {P}}}. Расширяя классификацию тардиона, люксона,тахиона от теории представлений группы Пуанкаре до аналогичной классификации, здесь можно назвать эти состояния синхронами. Они представляют собой мгновенную передачу ненулевого импульса на (возможно, большое) расстояние. С ними связан, по вышесказанному, «временной» оператор
{\displaystyle t=-{{\vec {P}}\cdot {\vec {C}} \over P^{2}}~,}
который может быть идентифицирован со временем передачи. Эти состояния, естественно, интерпретируются как носители сил
мгновенного действия на расстоянии.
В 3 + 1 — мерной группе Галилея генератор буста может быть разложен на
{\displaystyle {\vec {C}}={{\vec {W}}\times {\vec {P}} \over P^{2}}-{\vec {P}}t~,}
с {\displaystyle {\vec {W}}} играющим роль, аналогичную спиральности.